# АПОП Кинирас
АПОП Кинирас (греч. Αθλητικός Ποδοσφαιρικός Ομιλος Πέγειας Κινύρας — «Атлетический футбольный клуб Кинирас из Пейи») — бывший кипрский футбольный клуб из города Пейя. Образован в 2003 году после слияния клубов АПОП Пейя и Кинирас Эмпас. Цвета клуба — жёлто-синие. Расформирован в 2012 году после череды скандалов и банкротства.

## Достижения
Победители второго дивизиона (2)2004/05, 2006/07